# Felipe Gálvez
Pour les articles homonymes, voir Gálvez.
Felipe Gálvez est un réalisateur, scénariste et monteur chilien, né le 7 décembre 1983 à Santiago.

## Biographie
Felipe Gálvez Haberle naît le 7 décembre 1983 à Santiago. Il fréquente l'Universidad del Cine à Buenos Aires, en Argentine.
En 2009, en tant que scénariste, réalisateur et monteur, il présente son premier court métrage Silencio en la sala au festival international du cinéma indépendant de Buenos Aires, où il obtient le prix du meilleur court métrage, ainsi que son deuxième court Yo de aquí te estoy mirando en 2011, présenté au festival international du film de Rotterdam.
En 2018, son troisième court Rapace (Rapaz), cette fois écrit avec Antonia Girardi et monté avec Andrea Chignoli, est sélectionné en compétition à la Semaine de la critique du festival de Cannes.
En mai 2019, il prépare son premier long métrage Les Colons (Los colonos), co-écrit avec Antonia Girardi sur l'extermination des Selknam, qui serait tourné à la Terre de Feu et en Patagonie en mars 2020 et qui est sélectionné à l'Atelier de la Cinéfondation du festival de Cannes. En avril 2023, il est sélectionné dans la section « Un certain regard » du festival de Cannes, où il reçoit le prix FIPRESCI.

## Filmographie partielle

### Réalisateur

#### Long métrage
- 2023 : Les Colons (Los colonos)

#### Courts métrages
- 2009 : Silencio en la sala (premier court)
- 2011 : Yo de aquí te estoy mirando
- 2018 : Rapace (Rapaz)

### Scénariste

#### Long métrage
- 2023 : Les Colons (Los colonos) de lui-même (scénarisé avec Antonia Girardi)

#### Courts métrages
- 2009 : Silencio en la sala de lui-même (premier court)
- 2011 : Yo de aquí te estoy mirando de lui-même
- 2018 : Rapace (Rapaz) de lui-même

### Monteur

#### Longs métrages
- 2011 : Zoológico de Rodrigo Marín (premier long)
- 2015 : En la gama (En la gama de los grises) de Claudio Marcone
- 2016 : Plus jamais seul (es) (Nunca vas a estar solo) d'Álex Anwandter
- 2017 : Princesita (es) de Marialy Rivas
- 2018 : Marilyn de Martín Rodríguez Redondo
- 2021 : Le Grand Mouvement (es) (El gran movimiento) de Kiro Russo

#### Courts métrages
- 2009 : Silencio en la sala de lui-même (premier court)[3]
- 2010 : Noche adentro de Pablo Lamar
- 2011 : Yo de aquí te estoy mirando de lui-même

## Distinctions

### Récompenses
- Festival international du cinéma indépendant de Buenos Aires 2009 : prix du meilleur court métrage pour Silencio en la sala[4]
- Festival de Cannes 2023 : Prix FIPRESCI pour le long métrage Les Colons (Los colonos)[10]
- Festival de Lima 2023[11] :
  - Meilleur scénario pour le long métrage Les Colons (Los colonos) (partagé avec Antonia Girardi)
  - APRECI du meilleur film

### Nomination
- Festival international du film Cinema Jove de Valence 2019 : meilleur court métrage Rapace (Rapaz)

### Sélections
- Festival de Cannes 2018 : section « Semaine de la critique » pour le court métrage Rapace (Rapaz)[5]
- Festival de Cannes 2023 : section « Un certain regard » pour le long métrage Les Colons (Los colonos)[12]
- Festival de Lima 2023 pour le long métrage Les Colons (Los colonos)[11]